# Ethel Benjamin
Ethel Benjamin, född 18 januari 1875 i Dunedin, död 14 oktober 1943 i Northwood, var en nyzeeländsk jurist. 
Hon blev 1897 landets första kvinnliga advokat. 